# Liffe 2023
34. Ljubljanski mednarodni filmski festival je potekal od 8. do 19. novembra 2023 v Ljubljani (Cankarjev dom, Kinodvor, Slovenska kinoteka, Dvorana AGRFT, Kino Bežigrad), Mariboru (MariBOX kino), Celju (Kino Union Celje) in Novem mestu (Anton Podbevšek teater).

## Nagrade
| Nagrade                                 | Film                                                        | Režija              |
| --------------------------------------- | ----------------------------------------------------------- | ------------------- |
| vodomec                                 | Tri tisoč oštevilčenih opek / Háromezer számozott darab     | Ádám Császi         |
| nagrada FIPRESCI                        | Lola                                                        | Andrew Legge        |
| nagrada za najboljši kratki film        | Dežela gora / Land der Berge                                | Olga Kosanović      |
| nagrada za najboljši kratki film        | posebna omemba: Ostuden / Hideous                           | Yann Gonzales       |
| nagrada žirije Art kino mreže Slovenije | Štirje mali odrasli / Neljä pientä aikuista                 | Selma Vilhunen      |
| nagrada občinstva zmaj                  | Poljubi prihodnost – U2 v Sarajevu / Kiss the Future [4,93] | Nenad Čičin-Šain    |
| nagrada mladinske žirije Kinotrip       | Sladki vzhod / The Sweet East                               | Sean Price Williams |

| vodomec                                          | FIPRESCI                                        | kratki film                                         | Art kino mreža Slovenije                 | Kinotrip                                                                      |
| ------------------------------------------------ | ----------------------------------------------- | --------------------------------------------------- | ---------------------------------------- | ----------------------------------------------------------------------------- |
| - Iza Strehar - Agron Domi - Luis Fulvio Baglivi | - Michela Manente - Mihai Fulger - Živa Emeršič | - Petja Labović - Jelena Maksimović - Milan Šimánek | - Kaja Čop - Gregor Janežič - Luka Vidic | - Tjaša Hafner - Izak Kabir Khan - Anej Košorok - Lara Matos - Anaïs Vrtunski |

## Filmi

### Perspektive
| Naslov                      | Izvirni naslov            | Režija                       | Države                   |
| --------------------------- | ------------------------- | ---------------------------- | ------------------------ |
| 20.000 vrst čebel           | 20.000 especies de abejas | Estibaliz Urresola Solaguren | Španija                  |
| Kos kos robida              | Shashvi shashvi maq'vali  | Elene Naveriani              | Gruzija, Švica, Nemčija  |
| Lola                        | Lola                      | Andrew Legge                 | Irska, VB                |
| Reality                     | Reality                   | Tina Satter                  | ZDA                      |
| Samsara                     | Samsara                   | Lois Patiño                  | Španija                  |
| Sladki vzhod                | The Sweet East            | Sean Price Williams          | ZDA                      |
| Tišina 6-9                  | Isyhia 6-9                | Christos Passalis            | Grčija                   |
| Totem                       | Tótem                     | Lila Avilés                  | Mehika, Danska, Francija |
| Tri tisoč oštevilčenih opek | Háromezer számozott darab | Ádám Császi                  | Madžarska                |
| Zadnji večer                | Letzter Abend             | Lukas Nathrath               | Nemčija                  |

### Predpremiere
| Naslov               | Izvirni naslov               | Režija            | Države                                                          |
| -------------------- | ---------------------------- | ----------------- | --------------------------------------------------------------- |
| Himera               | La chimera                   | Alice Rohrwacher  | Italija, Švica, Francija                                        |
| Nesrečna bitja       | Poor Things                  | Yorgos Lanthimos  | Velika Britanija, Irska, ZDA                                    |
| Niti besede          | Kein Wort                    | Hanna Slak        | Nemčija, Slovenija, Francija                                    |
| Okus strasti         | La Passion de Dodin Bouffant | Tran Anh Hung     | Francija                                                        |
| Opazovanje           | Opazovanje                   | Janez Burger      | Slovenija, Severna Makedonija, Italija, Hrvaška                 |
| Pankrt               | Bastarden                    | Nikolaj Arcel     | Danska                                                          |
| Pošast               | Kaibutsu                     | Hirokazu Koreeda  | Japonska                                                        |
| Priscilla            | Priscilla                    | Sofia Coppola     | ZDA, Italija                                                    |
| Radikal              | Radical                      | Christopher Zalla | Mehika                                                          |
| Rdeče nebo           | Roter Himmel                 | Christian Petzold | Nemčija                                                         |
| Spomin               | Memory                       | Michel Franco     | ZDA, Mehika, Čile                                               |
| Srečno naključje     | Coup de chance               | Woody Allen       | ZDA, Francija, VB                                               |
| Suhe trave           | Kuru Otlar Üstüne            | Nuri Bilge Ceylan | Turčija, Nemčija, Francija, Švedska                             |
| Svetlejša prihodnost | Il sol dell'avvenire         | Nanni Moretti     | Italija, Francija                                               |
| Varuhi formule       | Čuvari formule               | Dragan Bjelogrlić | Srbija, Severna Makedonija, Slovenija, Črna gora                |
| Zelena meja          | Zielona granica              | Agnieszka Holland | Poljska, Irska, Turčija, Nemčija, ZDA, Francija, Belgija, Češka |
| Zver                 | La bête                      | Bertrand Bonello  | Francija, Kanada                                                |

### Kralji in kraljice
| Naslov                              | Izvirni naslov                             | Režija            | Države                                  |
| ----------------------------------- | ------------------------------------------ | ----------------- | --------------------------------------- |
| Adamant                             | Sur l'Adamant                              | Nicolas Philibert | Francija, Japonska                      |
| Čuden način življenja               | Extraña forma de vida                      | Pedro Almodóvar   | Španija, Francija                       |
| Interesno območje                   | The Zone of Interest                       | Jonathan Glazer   | ZDA, Velika Britanija, Poljska          |
| Knjiga rešitev                      | Le Livre des solutions                     | Michel Gondry     | Francija                                |
| Ne pričakujte preveč od konca sveta | Nu aștepta prea mult de la sfârșitul lumii | Radu Jude         | Romunija, Luksemburg, Francija, Hrvaška |
| Popolni dnevi                       | Perfect Days                               | Wim Wenders       | Japonska                                |
| Prehodi                             | Passages                                   | Ira Sachs         | Francija                                |
| Ugrabljen                           | Rapito                                     | Marco Bellocchio  | Italija, Nemčija, Francija              |
| Vsi mi tujci                        | All of Us Strangers                        | Andrew Haigh      | Velika Britanija, ZDA                   |
| Zapri oči                           | Cerrar los ojos                            | Víctor Erice      | Španija, Argentina                      |
| Zlo ne obstaja                      | Aku wa sonzai shinai                       | Ryusuke Hamaguchi | Japonska                                |

### Panorama
| Naslov                             | Izvirni naslov               | Režija                            | Države                                            |
| ---------------------------------- | ---------------------------- | --------------------------------- | ------------------------------------------------- |
| Beg iz iluzije                     | Superposition                | Karoline Lyngbye                  | Danska                                            |
| Blagine lekcije                    | Urotčite na Blaga            | Stephan Komandarev                | Bolgarija, Nemčija                                |
| Fotofobija                         | Photophobia                  | Ivan Ostrochovský, Pavol Pekarčík | Slovaška, Češka, Ukrajina                         |
| Gondola                            | Gondola                      | Veit Helmer                       | Gruzija, Nemčija                                  |
| Kralji sveta                       | Los reyes del mundo          | Laura Mora Ortega                 | Kolumbija, Norveška, Mehika, Luksemburg, Francija |
| Kritična cona                      | Mantagheye Bohrani           | Ali Ahmadzadeh                    | Iran, Nemčija                                     |
| Menih in puška                     | The Monk and the Gun         | Pawo Choyning Dorji               | Butan, Tajvan, ZDA, Francija                      |
| Moja mala nočna skrivnost          | Odin malen'kij nočnoj sekret | Natalja Meščaninova               | Rusija                                            |
| Poljubi prihodnost – U2 v Sarajevu | Kiss the Future              | Nenad Čičin-Šain                  | ZDA, Irska                                        |
| Posvetni verzi                     | Ayeh haye zamini             | Ali Asgari, Alireza Khatami       | Iran                                              |
| Snežni leopard                     | Xue bao                      | Pema Tseden                       | Kitajska                                          |
| Stolp brez sence                   | Bai ta zhi guang             | Zhang Lu                          | Kitajska                                          |
| Štirje mali odrasli                | Neljä pientä aikuista        | Selma Vilhunen                    | Finska                                            |
| Žrebanje                           | Lotto                        | Zaza Khalvashi, Tamta Khalvashi   | Gruzija, Litva                                    |

### Ekstravaganca
| Naslov             | Izvirni naslov | Režija            | Države   |
| ------------------ | -------------- | ----------------- | -------- |
| Daaaaaalí!         | Daaaaaalí!     | Quentin Dupieux   | Francija |
| Krvne prijateljice | Chii Tomodachi | Mamoru Oshii      | Japonska |
| Kubi               | Kubi           | Takeshi Kitano    | Japonska |
| Sisu               | Sisu           | Jalmari Helander  | Finska   |
| Stolp              | La tour        | Guillaume Nicloux | Francija |

### Kinobalon
| Naslov                       | Izvirni naslov         | Režija              | Države                          |
| ---------------------------- | ---------------------- | ------------------- | ------------------------------- |
| Roza in Kamena škratinja     | Roselil og Stentrolden | Karla Nor Holmbäck  | Danska                          |
| Franceve prijateljske zgodbe | Geschichten vom Franz  | Johannes Schmid     | Avstrija, Nemčija               |
| Ama in totem                 | Totem                  | Sander Burger       | Nizozemska, Luksemburg, Nemčija |
| Oktenksčau                   | Okedoeibedankt         | Nicole van Kilsdonk | Nizozemska                      |
| Sonce in hči                 | Cuidando al sol        | Catalina Razzini    | Bolivija, Španija, Nemčija      |

### Jadranska mreža festivalov
| Naslov                 | Izvirni naslov         | Režija           | Države                                   |
| ---------------------- | ---------------------- | ---------------- | ---------------------------------------- |
| Črni kamen             | Black Stone            | Spiros Jacovides | Grčija                                   |
| København ne obstaja   | København findes ikke  | Martin Skovbjerg | Danska                                   |
| Luksemburg, Luksemburg | Luxembourg, Luxembourg | Antonio Lukich   | Ukrajina                                 |
| Moč                    | Mot                    | Mátyás Prikler   | Slovaška, Madžarska, Češka               |
| Pesmi Zemlje           | Fedrelandet            | Margreth Olin    | Norveška                                 |
| Sladke sanje           | Sweet Dreams           | Ena Sendijarević | Nizozemska, Indonezija, Reunion, Švedska |

### Fokus: Argentina
| Naslov                  | Izvirni naslov            | Režija                         | Države                                           |
| ----------------------- | ------------------------- | ------------------------------ | ------------------------------------------------ |
| Južni veter             | La Sudestada              | Daniel Casabé, Edgardo Dieleke | Argentina                                        |
| Prestopnika             | Los delincuentes          | Rodrigo Moreno                 | Argentina, Brazilija, Čile, Luksemburg           |
| Puan                    | Puan                      | María Alché, Benjamin Naishtat | Argentina, Brazilija, Italija, Nemčija, Francija |
| Trenque Lauquen, 1. del | Trenque Lauquen, parte I  | Laura Citarella                | Argentina, Nemčija                               |
| Trenque Lauquen, 2. del | Trenque Lauquen, parte II | Laura Citarella                | Argentina, Nemčija                               |
| Ugrabitev               | El rapto                  | Daniela Goggi                  | Argentina, ZDA                                   |

### Retrospektiva: Francesco Rosi in italijanski politični film
| Naslov                             | Izvirni naslov                                        | Režija                   | Države                             |      |
| ---------------------------------- | ----------------------------------------------------- | ------------------------ | ---------------------------------- | ---- |
| Salvatore Giuliano                 | Salvatore Giuliano                                    | Francesco Rosi           | Italija                            | 1962 |
| Roke nad mestom                    | Le mani sulla città                                   | Francesco Rosi           | Italija                            | 1963 |
| Bitka za Alžirijo                  | La battaglia di Algeri                                | Gillo Pontecorvo         | Italija                            | 1966 |
| Kitajska je blizu                  | La Cina è vicina                                      | Marco Bellocchio         | Italija                            | 1967 |
| Konformist                         | Il Conformista                                        | Bernardo Bertolucci      | Italija, Francija, Zahodna Nemčija | 1970 |
| Ljudje proti                       | Uomini contro                                         | Francesco Rosi           | Italija, Jugoslavija               | 1970 |
| Preiskava o neoporečnem državljanu | Indagine su un cittadino al di sopra di ogni sospetto | Elio Petri               | Italija                            | 1970 |
| Dajte pošast na naslovnico         | Sbatti il mostro in prima pagina                      | Marco Bellocchio         | Italija, Francija                  | 1972 |
| Zadeva Mattei                      | Il caso Mattei                                        | Francesco Rosi           | Italija                            | 1972 |
| Lucky Luciano                      | Lucky Luciano                                         | Francesco Rosi           | Italija, Francija                  | 1973 |
| Dvajseto stoletje                  | Novecento 1900                                        | Bernardo Bertolucci      | Italija, Francija, Zahodna Nemčija | 1976 |
| Odlična trupla                     | Cadaveri eccellenti                                   | Francesco Rosi           | Italija, Francija                  | 1976 |
| Kristus se je ustavil v Eboliju    | Cristo si è fermato a Eboli                           | Francesco Rosi           | Italija, Francija                  | 1979 |
| Noč svetega Lovrenca               | La notte di San Lorenzo                               | Paolo & Vittorio Taviani | Italija                            | 1982 |
| Rdeča parabola                     | Palombella rossa                                      | Nanni Moretti            | Italija                            | 1989 |

### Evropa na kratko
| Sklop | Naslov                             | Izvirni naslov                     | Režija                   | Države                    |
| ----- | ---------------------------------- | ---------------------------------- | ------------------------ | ------------------------- |
| I     | Sosed Abdi                         | Buurman Abdi                       | Douwe Dijkstra           | Nizozemska                |
| I     | Bili smo tam                       | Been There                         | Corina Schwingruber Ilić | Švica                     |
| I     | Kako sem se naučila obešati perilo | Kako sem se naučila obešati perilo | Barbara Zemljič          | Slovenija                 |
| I     | Prodajalca ledu                    | Ice Merchants                      | João Gonzalez            | Portugalska, VB, Francija |
| II    | Resnična resnica o fajtu           | Prava istina priče o šori          | Andrea Slaviček          | Hrvaška, Španija          |
| II    | Dežela gora                        | Land der Berge                     | Olga Kosanović           | Avstrija, Nemčija         |
| II    | Vmesni seštevki                    | Majmouan                           | Mohammadreza Farzad      | Poljska, Nemčija, Iran    |
| II    | Rakovica                           | Krab Crab                          | Piotr Chmielewski        | Poljska, Francija         |
| II    | Ostuden                            | Hideous                            | Yann Gonzales            | VB                        |
| III   | Škatla                             | Škatla                             | Tomaž Pavkovič           | Slovenija                 |
| III   | Stevardesa-737                     | AirHostess-737                     | Thanasis Neofotistos     | Grčija                    |
| III   | Twerkajmo za Jemen                 | Twerka för Jemen                   | Tanja Holm               | Švedska                   |
| III   | 27                                 | 27                                 | Flóra Anna Buda          | Francija, Madžarska       |
| III   | 2720                               | 2720                               | Basil Da Cunha           | Portugalska, Švica        |